# Pepe Acebal
José María Meana Acebal (Gijón, Asturias, España, 28 de octubre de 1956), conocido como Pepe Acebal, es un exentrenador de fútbol español.

## Trayectoria
Comenzó a entrenar en el Club de Fútbol Cimadevilla. Posteriormente, se hizo cargo del equipo juvenil del Veriña Club de Fútbol, donde entrenó a Juanele, jugador al que llevó al Real Sporting de Gijón en cuanto ingresó como técnico en las categorías inferiores del club para dirigir a los conjuntos de las categorías cadete y juvenil.
Dio el salto como profesional al tomar la dirección del primer equipo del Sporting a mediados de la temporada 2000-01, tras la dimisión del técnico Vicente Cantatore. Se mantuvo en el cargo hasta octubre de 2002, cuando fue destituido. En 2003 pasó a ocupar el banquillo del Real Sporting de Gijón "B", con el que ascendió de Tercera a Segunda División B en la temporada 2007-08. Al finalizar la misma, dejó de entrenar para dedicarse en exclusiva a la dirección de la Escuela de Fútbol de Mareo.
| Club                       | País   | Año       |
| -------------------------- | ------ | --------- |
| Real Sporting de Gijón "B" | España | 1999-2001 |
| Real Sporting de Gijón     | España | 2001-2002 |
| Real Sporting de Gijón "B" | España | 2003-2008 |